# Eugenia amblyosepala
Eugenia amblyosepala är en myrtenväxtart som beskrevs av Mcvaugh. Eugenia amblyosepala ingår i släktet Eugenia och familjen myrtenväxter. Inga underarter finns listade i Catalogue of Life.